# Equip Demòcrata Cristià Espanyol
El Equip de la Democràcia Cristiana Espanyola, posteriorment renaomenat Equip Demòcrata Cristià de l'Estat Espanyol, fou una agrupació de partits democristians espanyols que militava en l'oposició a la dictadura franquista. L'Equip es va formar a Taormina (Sicília) durant el XVII Congrés Europeu dels Partits Demócratacristians, entre el 9 i el 12 de desembre de 1965.
La creació de l'Equip va ser una exigència de l'organisme que agrupava als partits democristians europeus, que només considerava un afiliat per país. Els membres inicials de l'Equip van ser la Izquierda Democrática, de Joaquín Ruiz-Jiménez Cortés, el Partit Nacionalista Basc i Unió Democràtica de Catalunya, als quals es va unir poc després la Democracia Social Cristiana, de José María Gil-Robles y Gil-Delgado, no sense les reticències dels nacionalistes bascos i catalans.
Al principi, l'Equip no va actuar com a tal. Només al març de 1973 es van portar a terme les Primeres Jornades de l'Equip Demòcrata Cristià de l'Estat Espanyol (EDCEE) a l'abadia de Montserrat, en les quals es va definir un programa federalista. Poc després, va ingressar en l'Equip Unió Democràtica del País Valencià, mentre que Democràcia Social Cristiana es transformava en la Federació Popular Democràtica (FPD) en 1975. En tot cas, l'Equip no va desenvolupar una acció política unitària, amb cadascun dels partits, especialment els nacionalistes bascos i gallecs, actuant per lliure. En 1976 es va crear el Partit Popular Gallec, incloent militants gallecs d'Esquerra Democràtica, que va participar en les activitats de l'Equip però sense integrar-s'hi.
A les eleccions generals espanyoles de 1977, la candidatura de l'Equip Demòcrata Cristià de l'Estat Espanyol va ser una coalició entre el FPD i ID, incloent UDPV al País Valencià però sense incloure al Partit Popular Gallec ni presentar-se a Catalunya, on qui es presentava era la Unió del Centre i la Democràcia Cristiana de Catalunya, una coalició que incloïa UDC, ni el País Basc, on donava suport a Democràcia Cristiana Basca. Els resultats van ser molt dolents (215.841 vots, 1,18%), sense aconseguir l'equip cap escó al Congrés, raó per la qual es va dissoldre.